# Nazionale junior di curling maschile dell'Italia
La squadra nazionale italiana junior di curling è composta annualmente da una selezione tra gli atleti di curling di categoria junior (di età inferiore o uguale a ventun anni) che partecipano al campionato italiano junior della stessa stagione. Sia la squadra maschile che quella femminile vengono scelte da un tecnico federale o si decidono tramite un challenge di più squadre.
La nazionale è coordinata dalla Federazione Italiana Sport del Ghiaccio (FISG) e partecipa annualmente a tutti gli appuntamenti che la World Curling Federation organizza e a cui l'Italia è qualificata. Gli eventi preposti per la stagione normalmente sono il Challenge europeo junior, che permetteranno alla squadra vincitrice di partecipare al Campionato mondiale junior di curling, e le diverse tappe del World Junior Curling Tour-Europa (WJCT-E), competizione aperta alle singole squadre dei club.
Il miglior risultato ottenuto dalla squadra italiana junior maschile è stato il sesto posto ai mondiali junior del 2013 (i mondiali di gruppo B e i challenge sono di qualificazione ai mondiali, perciò anche un primo posto ai challenge europei è meno importante di un piazzamento ai mondiali)

## Squadre e Risultati[1]
NAZIONALE JUNIOR MASCHILE
| Anno | Evento                   | Posizionamento            | Squadra                                                                                      |
| ---- | ------------------------ | ------------------------- | -------------------------------------------------------------------------------------------- |
| 1975 | Mondiale Junior          | 9°                        | Massimo Alverà, Antonio Colli, Marco Lorenzi, Fabio Bovolenta                                |
| 1976 | Mondiale Junior          | 10°                       | Massimo Alverà, Franco Sovilla, Fabio Bovolenta, Marco Lorenzi                               |
| 1977 | Mondiale Junior          | 8°                        | Massimo Alverà, Franco Sovilla, Fabio Bovolenta, Stefano Morona                              |
| 1978 | Mondiale Junior          | 10°                       | Massimo Alverà, Franco Sovilla, Stefano Morona, Dennis Ghezze                                |
| 1979 | Mondiale Junior          | 8°                        | Massimo Alverà, Franco Sovilla, Stefano Morona, Dennis Ghezze                                |
| 1980 | Mondiale Junior          | 10°                       | Adriano Lorenzi, Enrico Fumagalli, Alessandro Dal Fabbro, Roberto De Rigo                    |
| 1981 | Mondiale Junior          | 10°                       | Dennis Ghezze, Fabio Mitterhofer, Alessandro Lanaro, Stefano Sartori                         |
| 1982 | Mondiale Junior          | 10°                       | Adriano Lorenzi, Enrico Fumagalli, Roberto Lacedelli, Massimo Constantini                    |
| 1983 | Mondiale Junior          | 10°                       | Dennis Ghezze, Massimo Constantini, Paolo Bocus, Umberto Vacondio                            |
| 1984 | Mondiale Junior          | 10°                       | Stefano Ossi, Paolo Constantini, Andrea Pappacena, Sandro Facchin                            |
| 1985 | Mondiale Junior          | 9°                        | Paolo Constantini, Andrea Pappacena, Sandro Facchin, Oscar Colucci                           |
| 1986 | Mondiale Junior          | 10°                       | Stefano Ferronato, Gianluca Lorenzi, Elio Maran, Marco Alberti                               |
| 1987 | Mondiale Junior          | 10°                       | Stefano Ferronato, Gianluca Lorenzi, Elio Maran, Marco Alberti                               |
| 1988 | Mondiale Junior          | 10°                       | Stefano Ferronato, Gianluca Lorenzi, Elio Maran, Marco Alberti                               |
| 1989 | Mondiale Junior          | 8°                        | Stefano Ferronato, Gianluca Lorenzi, Gianpaolo Zandegiacomo, Marco Alberti                   |
| 1990 | Mondiale Junior          | 8°                        | Stefano Ferronato, Gianluca Lorenzi, Marco Alberti, Alessandro Lettieri                      |
| 1991 | Mondiale Juniorr         | 10°                       | Marco Alberti, Alessandro Lettieri, Rolando Cavallo, Gianni Nardon, Stefano Gottardi         |
| 1996 | Mondiale Junior          | 10°                       | Massimiliano Fummi, Christian Corona, Christian Moglia, Rolando Cavallo, Alessandro Lettieri |
| 1999 | Challeng Mondiale Junior | 6° (16° ranking mondiale) | Joël Retornaz                                                                                |
| 2001 | Mondiale Junior B        | 3º (13° ranking mondiale) | Joël Retornaz, Alessandro Federici, Andrea Callegari, Davide Corbellari, Mirco Ferretti      |
| 2002 | Mondiale Junior B        | 5º (15° ranking mondiale) | Joël Retornaz, Mathias Retornaz, Davide Corbellari, Ivan Moglia, Alberto Rostagnotto         |
| 2003 | Mondiale Junior B        | 7º (17° ranking mondiale) | Joël Retornaz, Mathias Retornaz, Davide Corbellari, Ivan Moglia, Ronny Ruatti                |
| 2004 | Mondiale Junior B        | 2º (12° ranking mondiale) | Joël Retornaz, Davide Corbellari, Giorgio Da Rin, Mirco Ferretti, Silvio Zanotelli           |
| 2004 | Mondiale Junior          | 7°                        | Joël Retornaz, Davide Corbellari, Giorgio Da Rin, Mirco Ferretti, Silvio Zanotelli           |
| 2005 | Mondiale Junior          | 10°                       | Joël Retornaz, Davide Corbellari, Giorgio Da Rin, Mirco Ferretti, Silvio Zanotelli           |
| 2006 | Challenge Europeo Junior | 1º (11° ranking mondiale) | Giorgio Da Rin, Silvio Zanotelli, Davide Zanotelli, Lorenzo Olivieri, Simone Gonin           |
| 2006 | Mondiale Junior          | 10°                       | Giorgio Da Rin, Silvio Zanotelli, Davide Zanotelli, Lorenzo Olivieri, Simone Gonin           |
| 2007 | Challenge Europeo Junior | 3º (13° ranking mondiale) | Giorgio Da Rin, Silvio Zanotelli, Davide Zanotelli, Mirco Ferretti, Massimo Micheli          |
| 2008 | Challenge Europeo Junior | 7º (17° ranking mondiale) | Giorgio Da Rin, Julien Genrè, Matteo Siorpaes, Massimo Micheli, Alberto Alverà               |
| 2009 | Challenge Europeo Junior | 8º (18° ranking mondiale) | Guido Fassina, Andrea Pilzer, Elia De Pol, Marc Zardini, Matteo Bernardi                     |
| 2010 | Challenge Europeo Junior | 7º (17° ranking mondiale) | Andrea Pilzer, Loris Giovannella, Daniele Ferrazza, Roberto Arman, Simone Gonin              |
| 2011 | Challenge Europeo Junior | 7º (17° ranking mondiale) | Simone Gonin, Julien Genre, Fabio Sola, Graziano Iacovetti, Andrea Pilzer                    |
| 2012 | Challenge Europeo Junior | 1º (11° ranking mondiale) | Andrea Pilzer, Amos Mosaner, Daniele Ferrazza, Roberto Arman, Sebastiano Arman               |
| 2012 | Mondiale Junior          | 9°                        | Andrea Pilzer, Amos Mosaner, Daniele Ferrazza, Roberto Arman, Sebastiano Arman               |
| 2013 | Challenge Europeo Junior | 1º (11° ranking mondiale) | Andrea Pilzer, Amos Mosaner, Daniele Ferrazza, Roberto Arman, Sebastiano Arman               |
| 2013 | Mondiale Junior          | 6°                        | Amos Mosaner, Andrea Pilzer, Daniele Ferrazza, Roberto Arman, Sebastiano Arman               |
| 2014 | Mondiale Junior          | 5°                        | Amos Mosaner, Daniele Ferrazza, Roberto Arman, Sebastiano Arman, Marco Onnis                 |
| 2015 | Mondiale Junior          | 8°                        | Amos Mosaner, Sebastiano Arman, Carlo Gottardi, Eugenio Molinatti, Fabio Ribotta             |
| 2016 | Mondiale Junior B        | 5°                        | Amos Mosaner, Alessandro Zoppi, Alberto Pimpini, Eugenio Molinatti, Carlo Gottardi           |